# Glesch
Glesch ist ein Stadtteil der Stadt Bergheim im Rhein-Erft-Kreis/Nordrhein-Westfalen. Der Ort liegt direkt an der Erft und ist Heimat für etwa 2000 Menschen. Bis 1974 war Glesch eine eigenständige Gemeinde im Kreis Bergheim (Erft).

## Geschichte

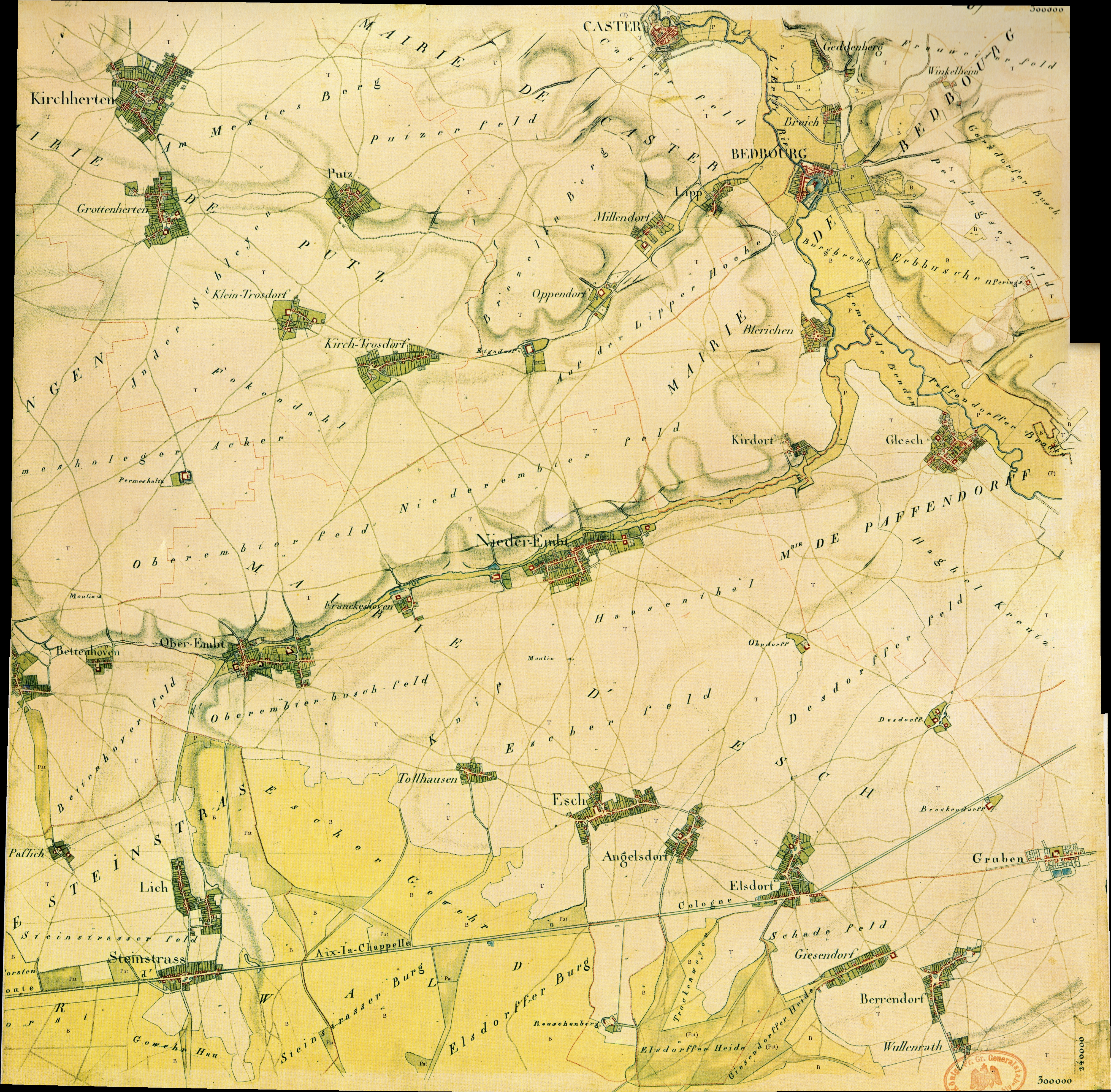
Glesch und Peringshof auf der Tranchotkarte von 1806

Glesch blickt auf eine über tausendjährige Geschichte zurück. Die Anfänge des Ortes liegen vor dem Jahre 973, als in einer Urkunde des Erzbischofs Gero von Köln die Siedlung „Glessike“ erstmals erwähnt wird. Siedlungen muss es aber schon zur fränkischen Zeit gegeben haben. Ähnlich wie in Niederaußem oder Auenheim beweisen dies Funde. 
Später wechselten sich die Kirche und die Grafen von Jülich als Grundherren ab. Der Einfluss des Adels und der Kirche bestand bis zur Franzosenzeit nach dem Einmarsch Napoleons ins Rheinland fort.
Mit dem Fund von Braunkohle bei Oberaußem und der aufkommenden Industrialisierung wandelte sich Glesch vom landwirtschaftlich geprägten Dorf zur Heimat von Industriearbeitern. Zwischen den 1950er und 1990er Jahren lag der seinerzeit größte Braunkohletagebau der Welt, Fortuna-Garsdorf, in unmittelbarer Ortsnähe. Der jüdische Friedhof von Glesch (1969) und der Peringshof (1963) fielen dem Tagebau zum Opfer.
Am 1. Januar 1975 wurde Glesch in die Kreisstadt Bergheim eingegliedert.

## Bürgewald
Glesch gehört zu den so genannten Bürgewaldgemeinden, die Rechte am Bürgewald besaßen. Dies ist der Legende nach dem heiligen Arnold von Arnoldsweiler zu verdanken, durch den legendären „Ritt um den Bürgewald“. Hauptort der Bürgewaldgemeinden ist Arnoldsweiler. Dorthin mussten die Glescher am Pfingstdienstag, später am Pfingstmontag, dem heiligen Arnold eine Kerze opfern. Dieser Wachszins wurde erst im 19. Jahrhundert aufgelöst.

## Gegenwart
Die Rekultivierung mit dem neugeschaffenen Peringsmaar lädt zur Erholung ein. Die Ortschaft verfügt über einen Kindergarten, eine nach Hermann Gmeiner benannte Grundschule und eine Sportanlage. Wie in zahlreichen anderen rheinischen Orten wird das Brauchtum hochgehalten und gepflegt. Zahlreiche Vereine bereichern mit ihrem Engagement das Ortsleben. Sehenswert ist die katholische Pfarrkirche St. Cosmas und Damian, die die gleichen Patrozinien wie die Essener Stiftskirche hat.
Ortsbürgermeister und Ratsmitglied ist seit den Kommunalwahlen 2004 Volker Schäfer von der SPD Stand:2010. Die CDU hat aus Glesch zwei Ratsmitglieder: Hubert Justen und Wolf-Dieter König.

## Verkehr

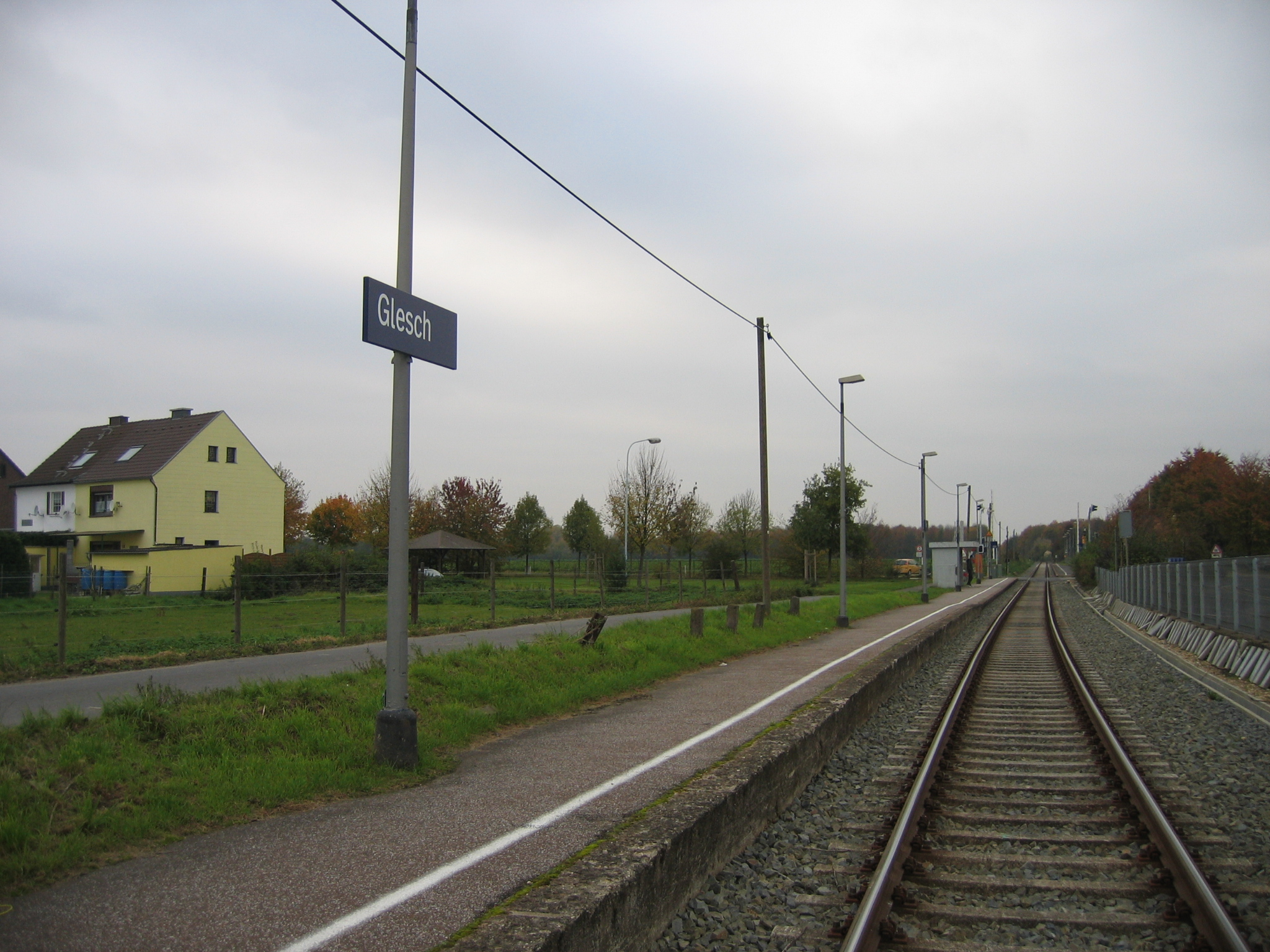
Erftbahn-Haltepunkt Glesch

Dank einer Umgehungsstraße ist Glesch heute weitgehend vom Durchgangsverkehr befreit, hat aber mit einem eigenen Haltepunkt der Erftbahn eine Verkehrsanbindung an die Städte Neuss/Düsseldorf und Köln sowie ans nahe Bedburg und Bergheim, die 1897 durch die Bergheimer Kreisbahn begründet wurde.
| Linie | Verlauf | Takt                                      |
| ----- | --- | ----------------------------------------- |
| RB 38 | Erft-Bahn: Bedburg (Erft) – Glesch – Paffendorf – Zieverich – Bergheim (Erft) – Quadrath-Ichendorf – Horrem – Köln-Ehrenfeld – Köln Hbf – Köln Messe/Deutz Stand: Fahrplanwechsel Dezember 2023 | 60 min 30 min (Bedburg–Horrem wochentags) |

Die VRS-Buslinie 975 der Rhein-Erft-Verkehrsgesellschaft verbindet Glesch mit Bergheim und Bedburg. Zusätzlich verkehren einzelne Fahrten der auf die Schülerbeförderung ausgerichtete Linie 923 zur Schule in Glesch.
| Linie | Verlauf |
| ----- | --- |
| 923   | Stadtverkehr Bergheim |
| 975   | (Grevenbroich – Laach – Gustorf – Königshoven –) Kaster – Bedburg Bf – Blerichen – Kirdorf – Glesch – Paffendorf – Zieverich – Bergheim Bf – Kenten – Quadrath-Ichendorf – Horrem Bf |

## Persönlichkeiten
- Gerhard Fieseler (1896–1987), Flugzeugkonstrukteur, Jagdflieger, Kunstflugpilot und Industrieller in der Luftrüstungsindustrie